# Nathaniel Chalobah
Nathaniel Nyakie Chalobah (ur. 12 grudnia 1994 we Freetown) – angielski piłkarz pochodzenia sierraleońskiego grający na pozycji pomocnika w angielskim klubie West Brom.
Pochodzi ze Sierra Leone, urodził się w stolicy tego kraju – Freetown. W młodym wieku dołączył do Chelsea. W styczniu 2012 podpisał profesjonalny kontrakt z londyńską drużyną. W sierpniu został wypożyczony na cztery miesiące do Watford. 18 września zadebiutował w jego barwach w przegranym 0:1 meczu z Brigton & Hove Albion. Chalobah stał się zawodnikiem regularnie występującym w drużynie Gianfranco Zoli, występując w środku pomocy klubu z Vicarage Road. 2 stycznia 2013 wypożyczenie Anglika przedłużono do końca sezonu 2012-13. 1 września 2014 roku został wypożyczony do Burnley. 22 stycznia 2015 został wypożyczony do Reading.

## Kariera reprezentacyjna
W latach 2008–2009 rozegrał w reprezentacji Anglii U-16 sześć meczów.
W reprezentacji Anglii do lat 17 zadebiutował w lipcu 2009 roku w meczu z Danią. W maju 2010 wraz z kadrą wziął udział w mistrzostwach Europy w Liechtensteinie. Wystąpił w podstawowym składzie w dwóch meczach grupowych, trzeci spędził na ławce rezerwowych. Ponadto zagrał w wygranym 2:1 półfinale z Francją, a także finale z Hiszpanią (pełne 80 minut), który zakończył się zwycięstwem Anglii i zdobyciem przez nią mistrzostwa Europy. Trevor Brooking po turnieju powiedział: „Chalobah jest wspaniały”.
Chalobah wziął również udział w kolejnej edycji mistrzostw Europy do lat 17, która odbyła się w Serbii. Był jedynym zawodnikiem reprezentacji Anglii, który w 2010 wystąpił w turnieju w Liechtensteinie. Będąc graczem z największym doświadczeniem został wybrany kapitanem drużyny narodowej. Wystąpił w dwóch meczach grupowych, następnie zagrał przez pełne 80 minut w przegranym 0:1 półfinale z reprezentacją Holandii.
W 2011 roku wziął udział w mistrzostwach świata do lat 17. Jako najbardziej doświadczony zawodnik został wybrany kapitanem reprezentacji. Zagrał we wszystkich meczach grupowych, w tym w spotkaniu z Urugwajem, w którym strzelił gola, przyczyniając się do zwycięstwa 2:0. Wystąpił także w pojedynku 1/8 finału przeciwko Argentynie. W meczu tym doszło do serii rzutów karnych – w ostatniej kolejce Chalobah zdobył bramkę i zapewnił Anglii awans do dalszej rundy. W niej Anglia przegrała z Niemcami 2:3 (Chalobah rozegrał cały mecz) i odpadła z turnieju.
1 września 2011 roku zadebiutował w reprezentacji Anglii U-19 w zremisowanym 0:0 meczu z Holandią. W 2012 wraz z nią wziął udział w mistrzostwach Europy w Estonii. W turnieju tym był podstawowym zawodnikiem kadry – zagrał we wszystkich czterech meczach, a Anglicy odpadli z rywalizacji w półfinale. Ponadto Chalobah strzelił gola w pierwszym spotkaniu grupowym z Chorwacją, zapewniając swojej reprezentacji remis 1:1.